# Angahuan
Angahuan est une communauté purépecha située à 32 kilomètres de la ville d'Uruapan dans l'état de Michoacán, au Mexique.